# Gausskrökning

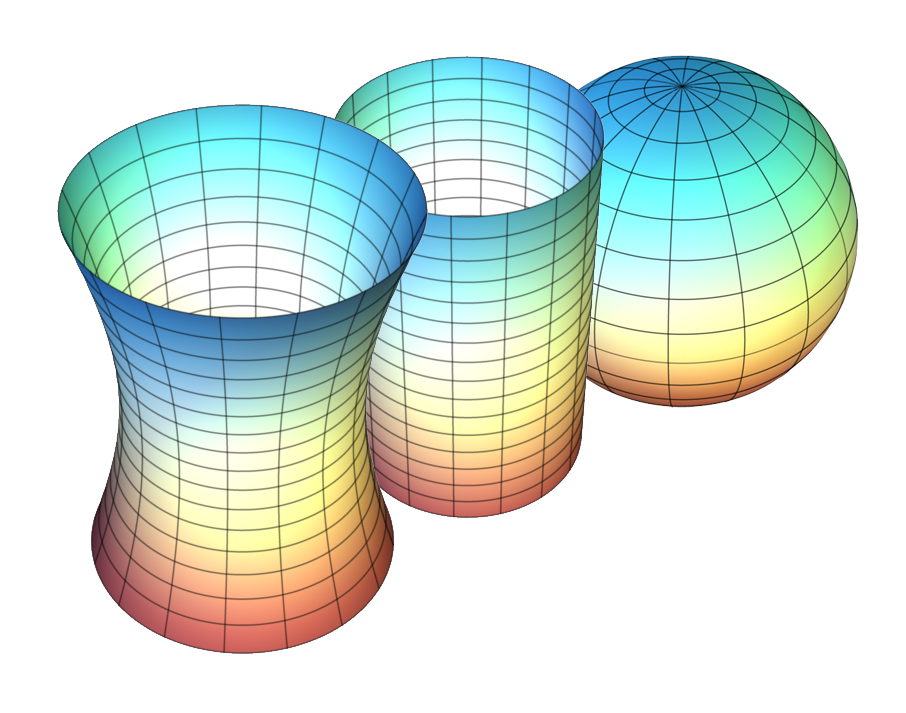
Hyperboloid: negativ Gausskrökning, Cylinder: noll Gausskrökning, Sfär: positiv Gausskrökning

År 1828 publicerade Carl Friedrich Gauss sitt Theorema egregium (latin: "Det märkvärdiga teoremet") som bland annat förklarar varför kartor inte kan tillverkas exakt. Detta beror på att Gausskrökningen bevaras vid en isometrisk avbildning.
I differentialgeometrin är Gausskrökningen det värde en punkt på en yta har. Detta värde ges av produkten mellan principalkrökningarna. Det är ett inneboende mått av krökningen, det vill säga att värdet enbart beror på hur avstånd är mätta på ytan och inte på hur ytan förhåller sig till rummet.
Gausskrökningen definieras som:
{\displaystyle K=k_{1}*k_{2}}
Där {\displaystyle k_{1}} respektive {\displaystyle k_{2}} är principalkrökningarna.
Alternativt kan Gausskrökningen i punkten {\displaystyle p} på en yta i {\displaystyle R^{3}} skrivas som
{\displaystyle K(p)=det(S(p))}
där {\displaystyle S} är formoperatorn.
Exempelvis har en cylinder Gausskrökningen noll. Om man skulle veckla ut cylindern fås ett plan som även det har krökningen noll. 
Om vi istället övergår till en sfär med radie {\displaystyle R} så har den en konstant positiv krökning, {\displaystyle 1/R^{2}}. Planets krökning är dock noll. Därför kan inte alla geometiska objekt i {\displaystyle R^{3}} överföras perfekt till ett plan och är alltså orsaken till att jorden aldrig kan avbildas utan förvrängning på en karta.

## Total krökning

Vinkelsumman av en triangel på en yta beror på ytans krökning

Integralen av Gausskrökningen på en yta kallas total krökning. Det kan ibland vara praktiskt att använda sig av Gausskrökning för att bestämma en triangels vinkelsumma på en yta. 
Den totala krökningen av en triangel på en yta är ekvivalent med vinkelsummans avvikelse från {\displaystyle \pi }. 
- Om kurvans Gausskrökning är negativ kommer triangelns vinkelsumma att vara mindre än {\displaystyle \pi }.
- Om kurvans Gausskrökning är positiv kommer triangelns vinkelsumma att vara större än {\displaystyle \pi }.
- Om kurvans Gausskrökning är noll, som ett plan, blir vinkelsumman exakt {\displaystyle \pi }.

Detta kan skrivas som:
{\displaystyle \sum _{i=1}^{3}\theta _{i}=\pi +\int \int _{T}K\,dA}

## Klassificering
Man kan genom att undersöka tecknen på {\displaystyle K(p)} och {\displaystyle S(p)} avgöra vilken typ av punkt man har. Antag då att det är en punkt {\displaystyle p} på en vanlig yta, {\displaystyle M\in \mathbb {R} }, då gäller följande:
- {\displaystyle K(p)>0} ger elliptisk punkt.
- {\displaystyle K(p)<0} ger hyperboloidisk punkt.
- {\displaystyle K(p)=0} men {\displaystyle S(p)\neq 0} ger parabolisk punkt.
- {\displaystyle K(p)=0} och {\displaystyle S(p)=0} ger plan punkt.

Figurer med konstant Gausskrökning är bland annat: koner, cylindrar, plan och sfärer. Av dessa är endast koner och cylindrar som kan vecklas ut till plan.

## Specialfall
Vi antar att vi har en funktion {\displaystyle f}, av två variabler, och antar att punkten {\displaystyle p} är en extrempunkt, {\displaystyle \nabla f} är alltså noll. Då är ytans Gausskrökning i punkten {\displaystyle p} determinanten av Hessianen tillhörande {\displaystyle f}. Alltså den två gånger två matris som består av andraderivator.